# Клин (посёлок, Ульяновская область, восточнее)
Клин — посёлок в Николаевском районе Ульяновской области. Входит в состав Канадейского сельского поселения.

## География
Посёлок находится на расстоянии примерно 22 км (по прямой) к востоку от посёлка Николаевка, административного центра района.

### Часовой пояс
Посёлок Клин, как и вся Ульяновская область, находится в часовой зоне МСК+1. Смещение применяемого времени относительно UTC составляет +4:00.

## История
Посёлок основан в XX веке в связи со строительством нефтеперекачивающей станции.

## Население
| 2010 |
| ---- |
| 182  |

### Национальный состав
Согласно результатам переписи 2002 года, в национальной структуре населения русские составляли 98 % из 184 чел.